# Wuling Hongguang
Le Wuling Hongguang est un modèle de monospaces compacts produit depuis septembre 2010 par le constructeur automobile chinois SAIC-GM-Wuling,. Entre 2013 et 2017, il a été commercialisé sous le nom de Chevrolet Enjoy en Inde par GM India.

## Première génération (2010)

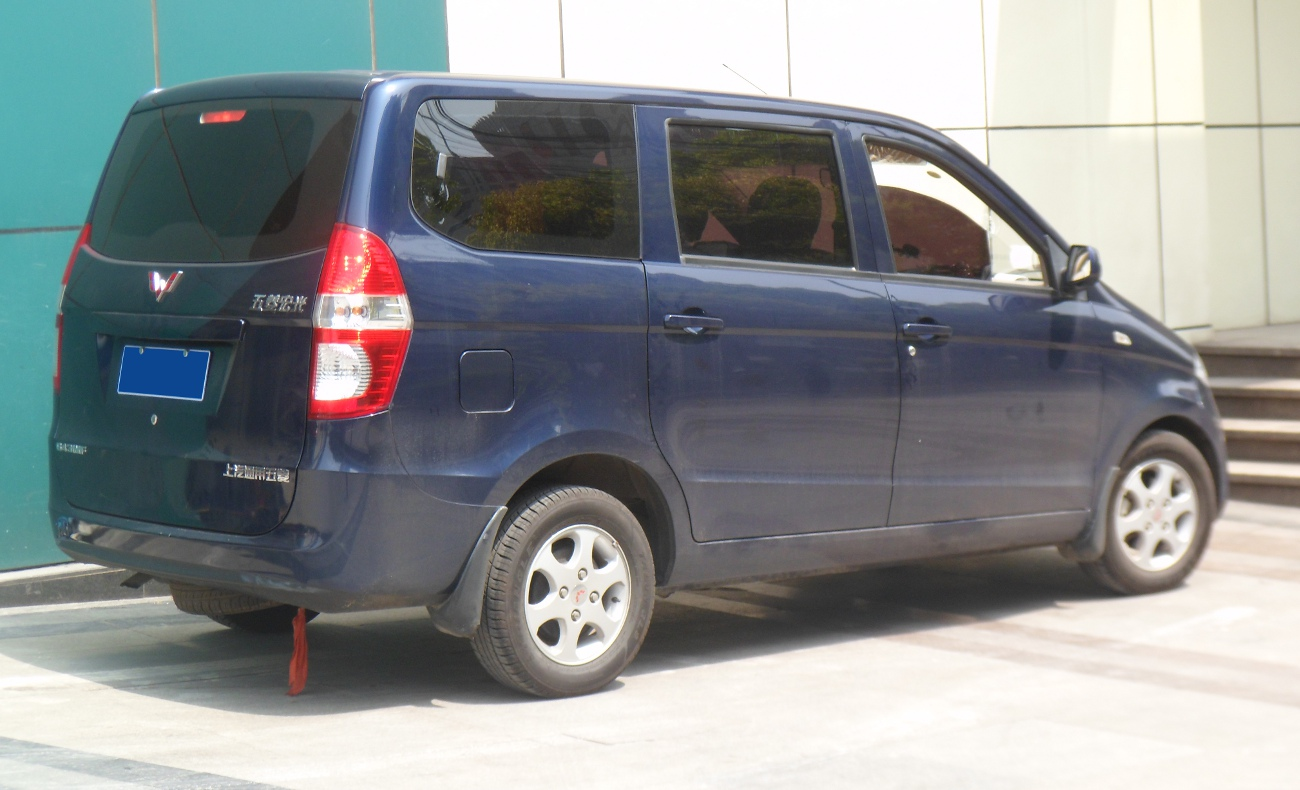
Wuling Hongguang vue arrière

La première génération de monospaces compacts Wuling Hongguang ou Wuling Hongguang S a été lancée en 2010, et plusieurs variantes ont vu le jour en utilisant la même plate-forme, notamment les Wuling Hongguang S1, Wuling Hongguang S3, Wuling Rongguang et Wuling Rongguang V. Il a été signalé que le Hongguang était le véhicule le plus vendu en Chine au cours des quatre premiers mois de 2014.

### Wuling Hongguang S
En août 2013, SAIC-GM-Wuling a lancé le Wuling Hongguang S dans les villes de Harbin et de Kunming, il est disponible avec un moteur P-TEC de 1,2L et plus tard avec un moteur de GM de 1,5L. Trois niveaux de finition sont appelés 1.2L Comfort, 1.5L Comfort et 1.5L Luxury. Le Hongguang S est avec les choix de couleurs suivants : Candy White, Earth Brown, Metal Red et Clear Sky Silver.

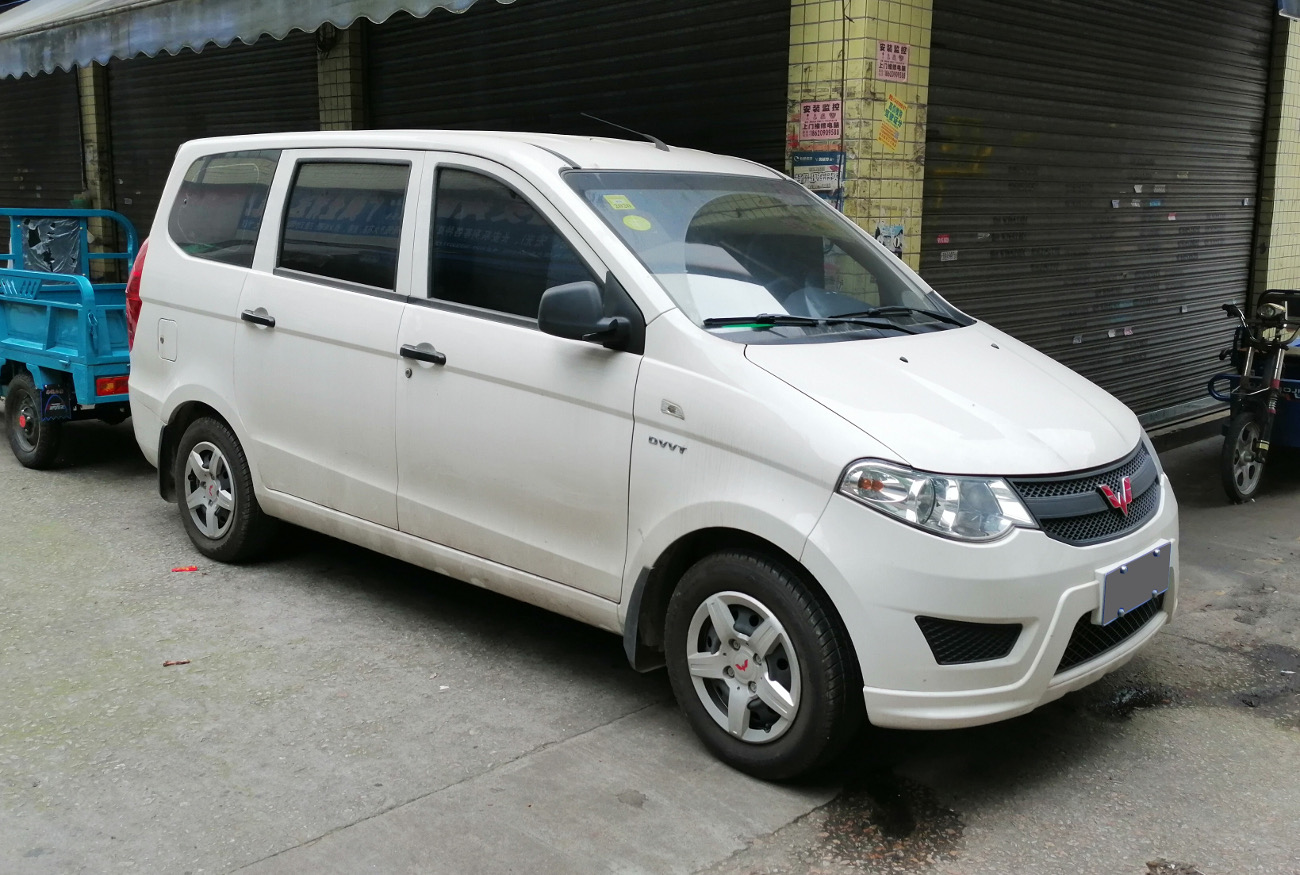
Wuling Hongguang S vue avant
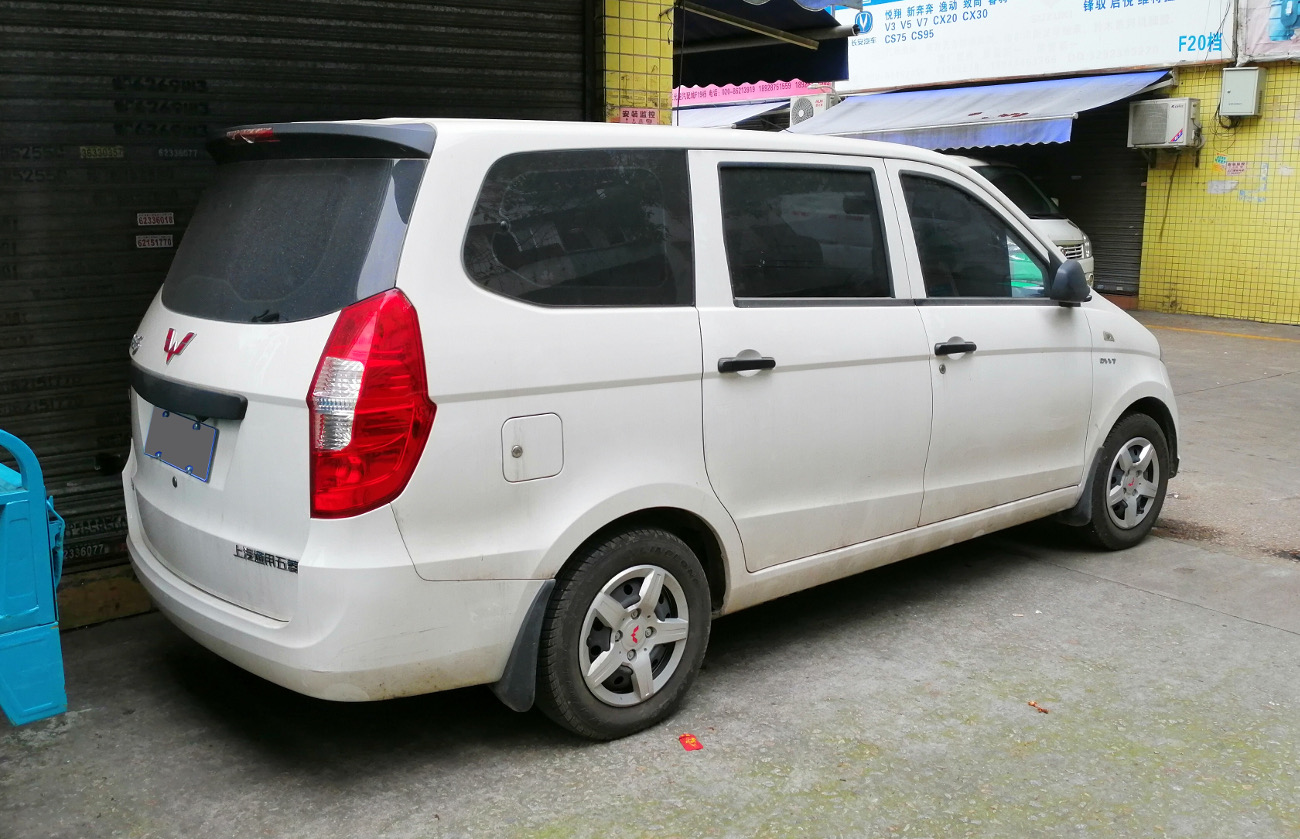
Wuling Hongguang S vue arrière

### Wuling Hongguang V
Une version redessinée de la camionnette appelée Wuling Hongguang V a été lancée précédemment, et plus tard a été renommée Wuling Rongguang V pour être vendue sous la série Wuling Rongguang.

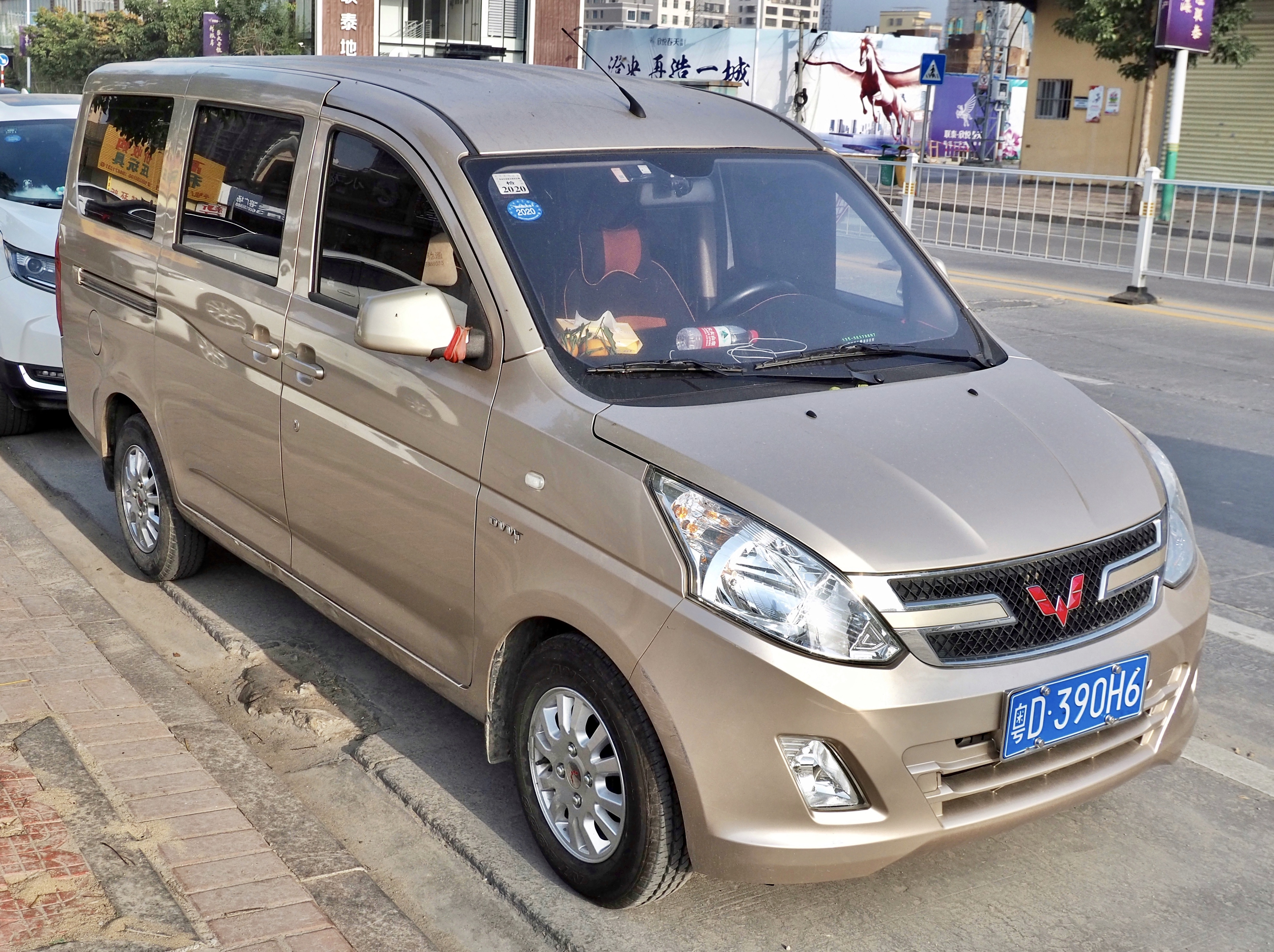
Wuling Hongguang V vue avant
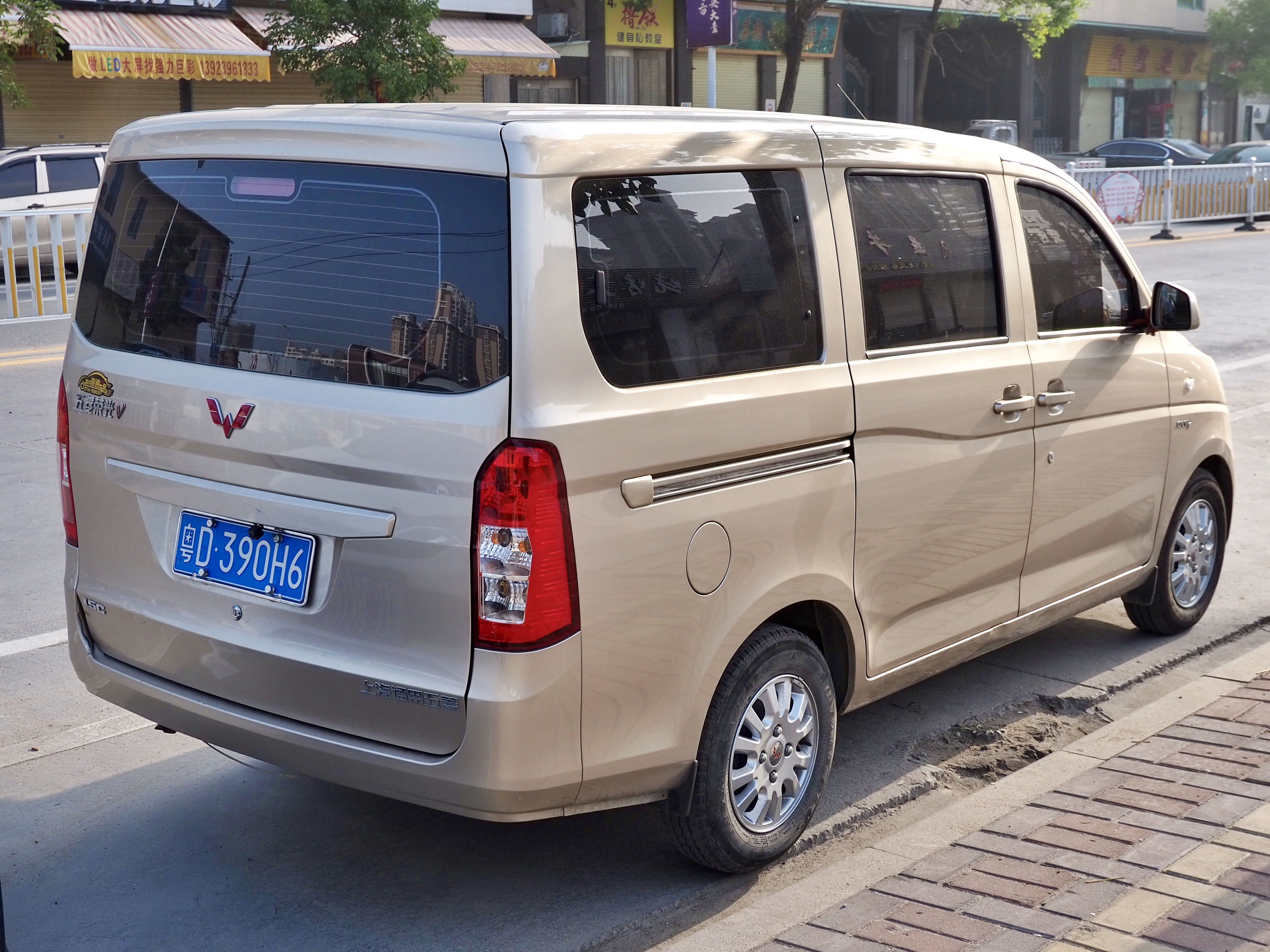
Wuling Hongguang V vue arrière

## Deuxième génération (2018)

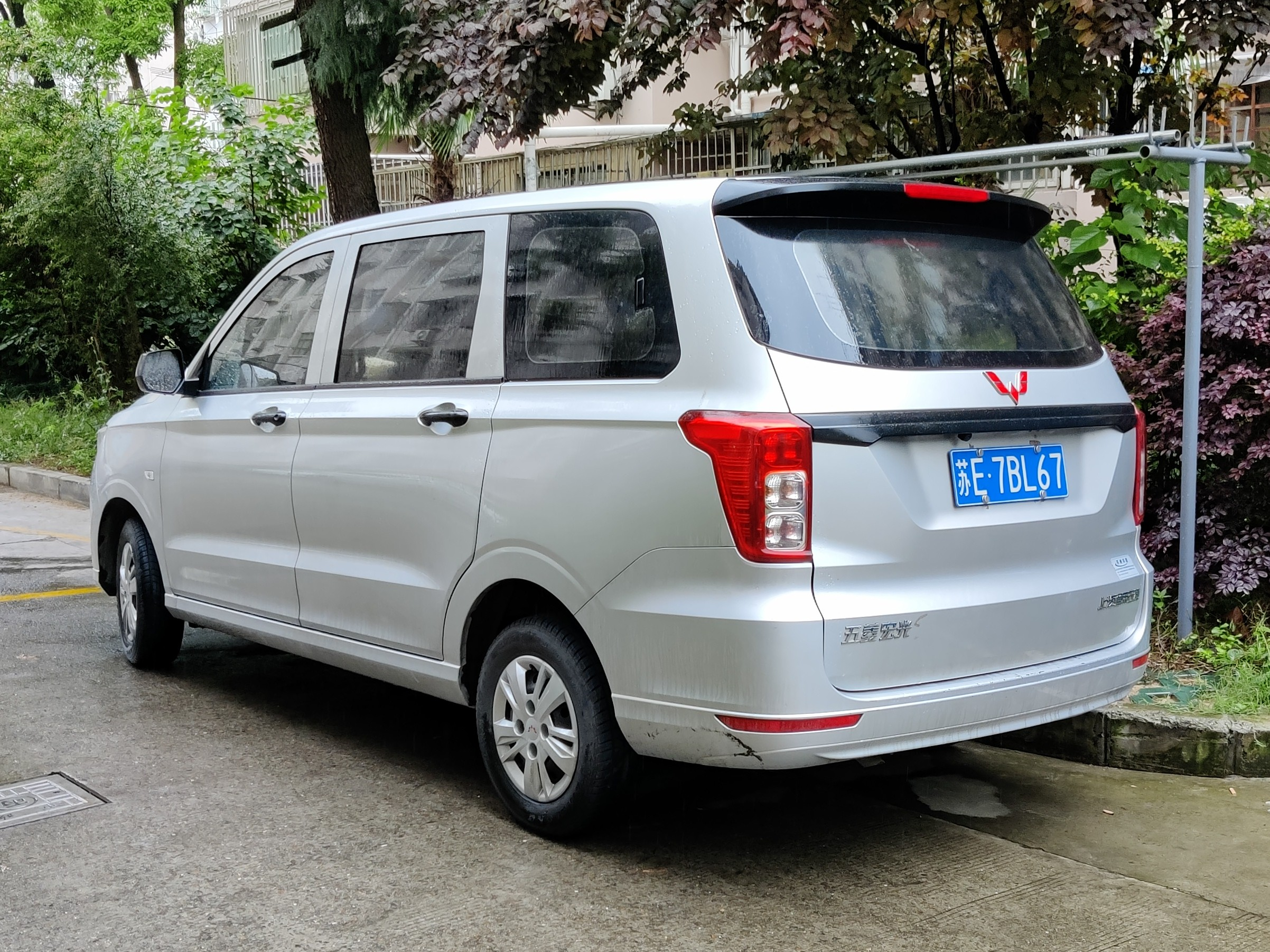
Wuling Hongguang S de seconde génération vue arrière

La seconde génération du Wuling Hongguang S a été lancée en 2018.
Le Hongguang de deuxième génération utilise le moteur de 1,5L que l'on retrouve également dans le Hongguang de première génération et utilise une boîte de vitesses manuelle à 5 rapports comme son prédécesseur. Trois niveaux de finition sont disponibles pour la deuxième génération de Hongguang et sont connus sous les noms de : Basic, Standard et Comfort. Les prix varient entre 49 800 et 55 800 yuans. Comparé à son prédécesseur, le Hongguang S de deuxième génération est plus long de 20 millimètres, plus étroit et plus haut et a le même empattement de 2 720 mm.

## Autres versions

### Wuling Hongguang S1
Le Wuling Hongguang S1 est une version haut de gamme de la gamme de monospaces Hongguang qui a été produite entre 2015 et 2017 en Chine, et depuis 2017 en Indonésie sous le nom de Confero S.

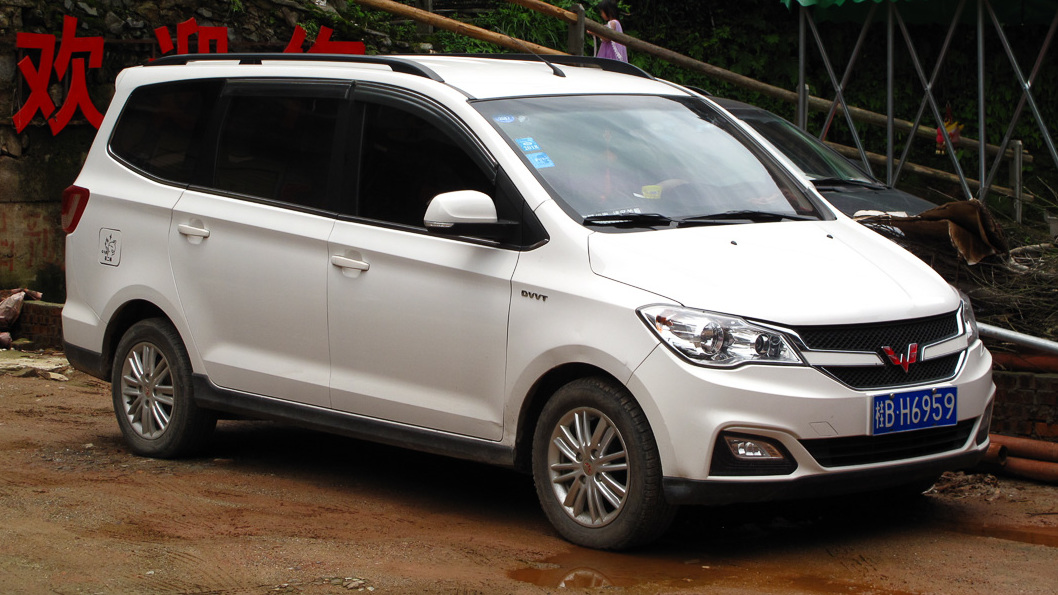
Wuling Hongguang S1 vue avant
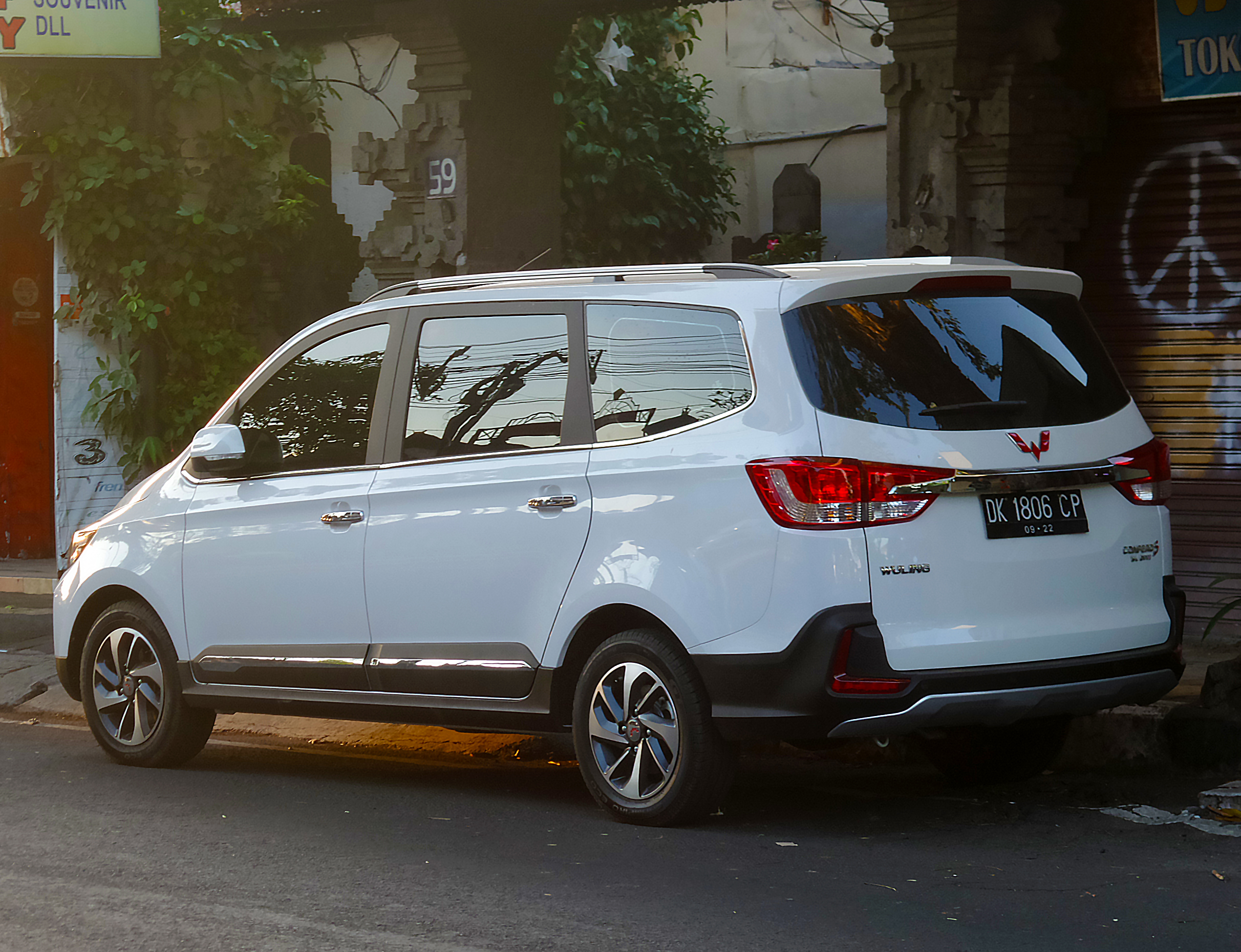
Wuling Confero S vue arrière en Indonésie

### Wuling Hongguang S3
Le Wuling Hongguang S3 est un SUV crossover basé sur la plate-forme Hongguang produit depuis 2017.

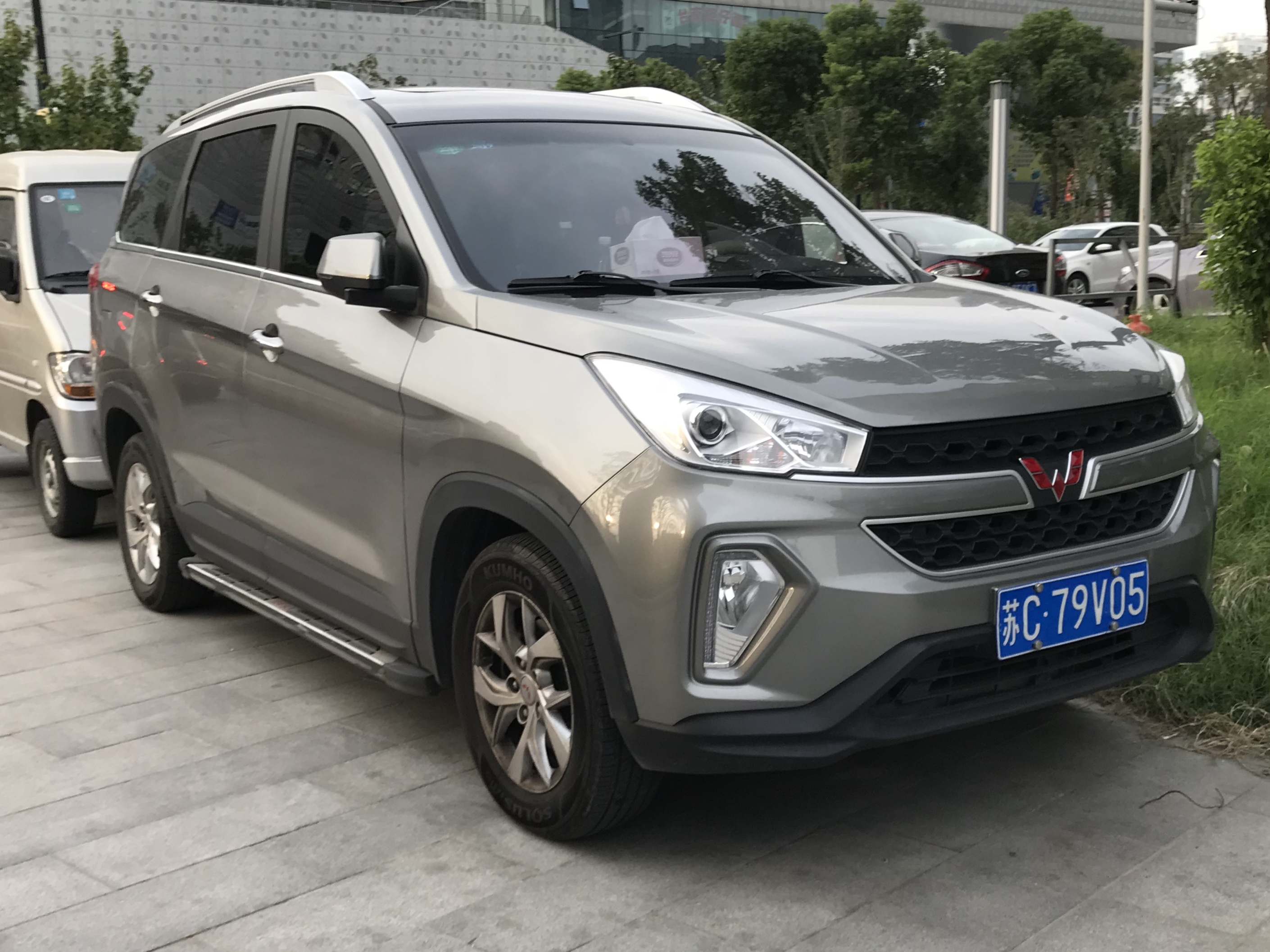
Wuling Hongguang S3 vue avant
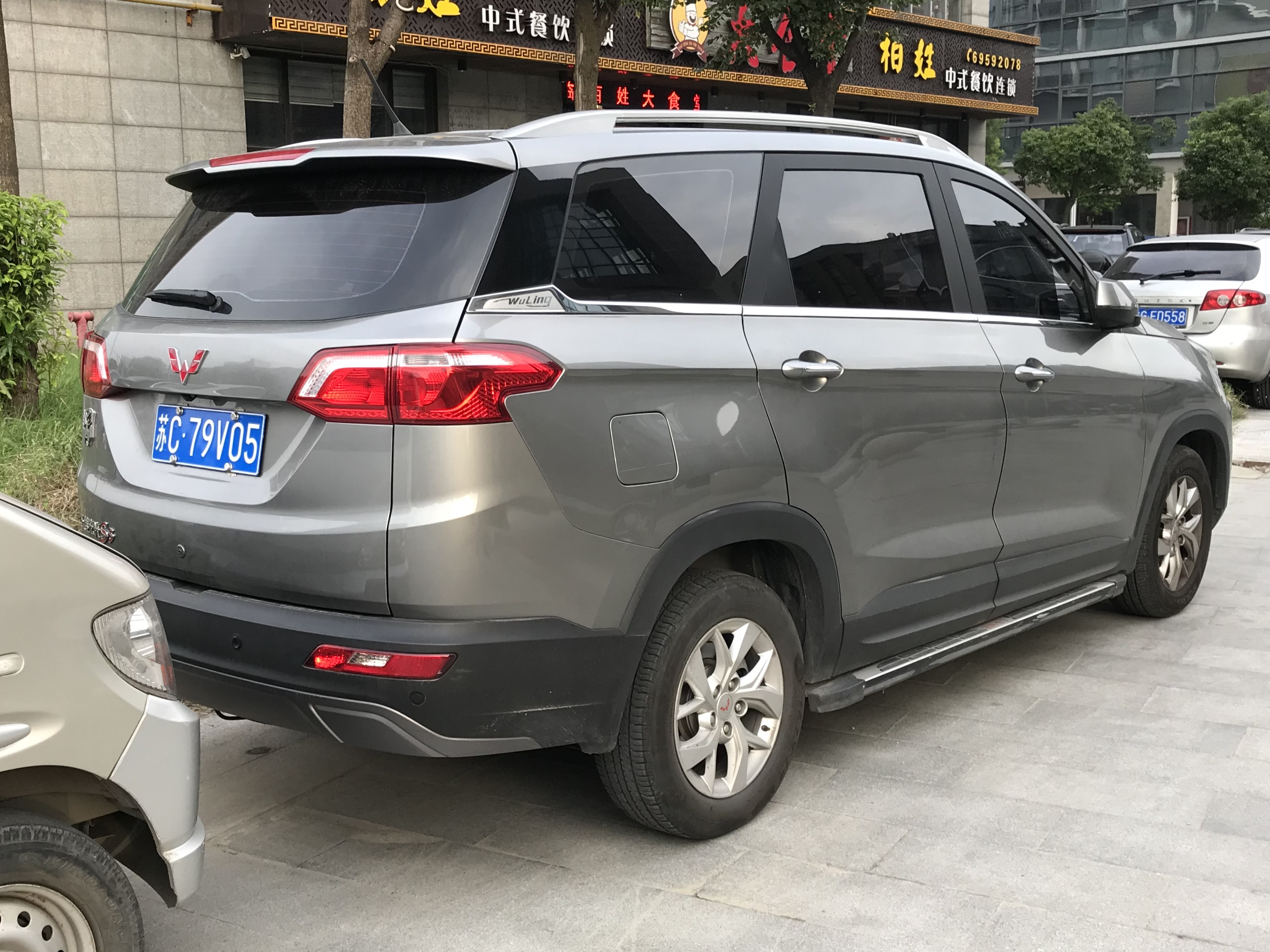
Wuling Hongguang S3 vue arrière

### Wuling Hongguang Plus
Une variante appelée Wuling Hongguang Plus plus grande et plus haut de gamme basée sur une plate-forme différente a été révélée en 2019, avec différents designs extérieurs et intérieurs.

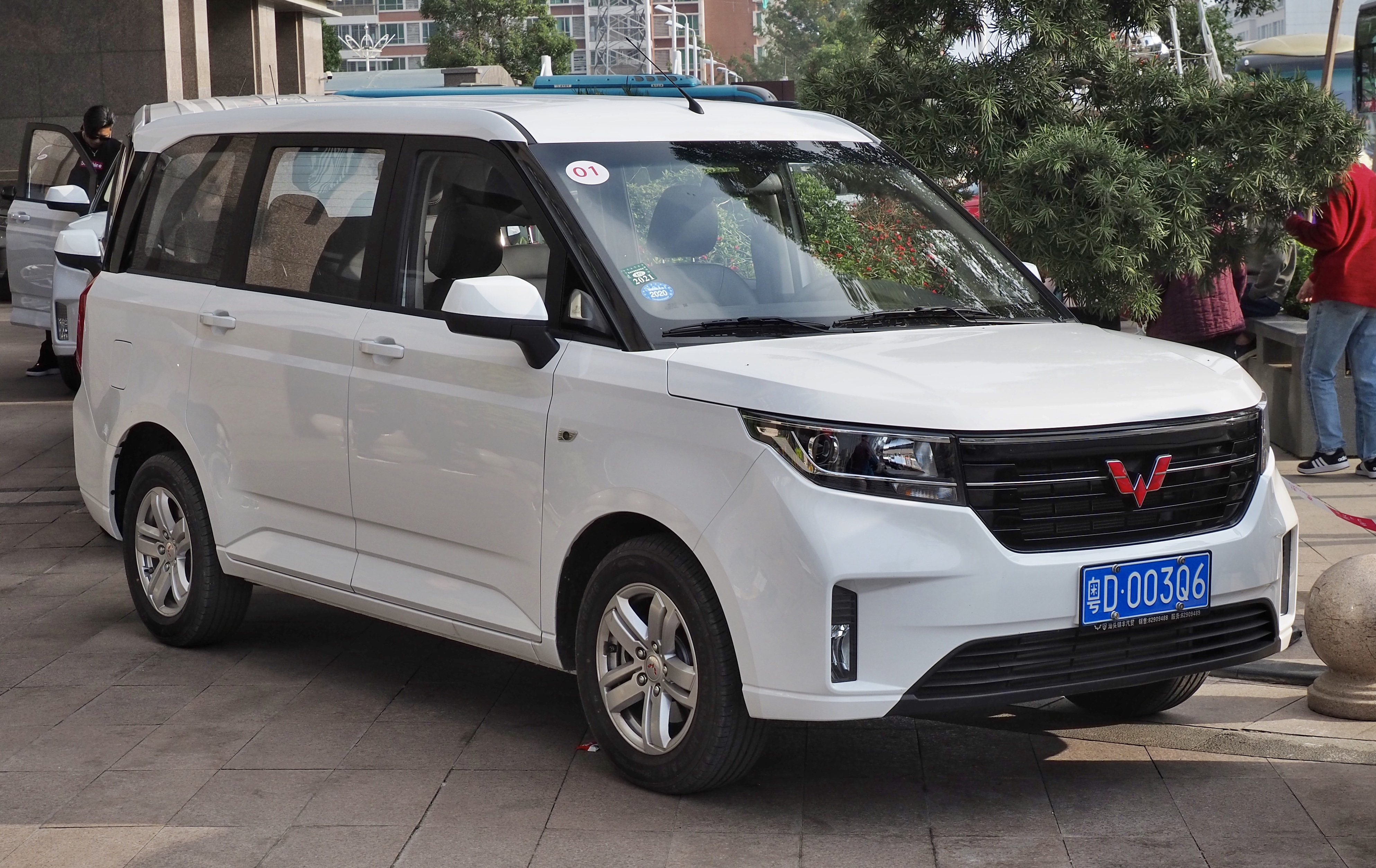
Wuling Hongguang Plus vue avant
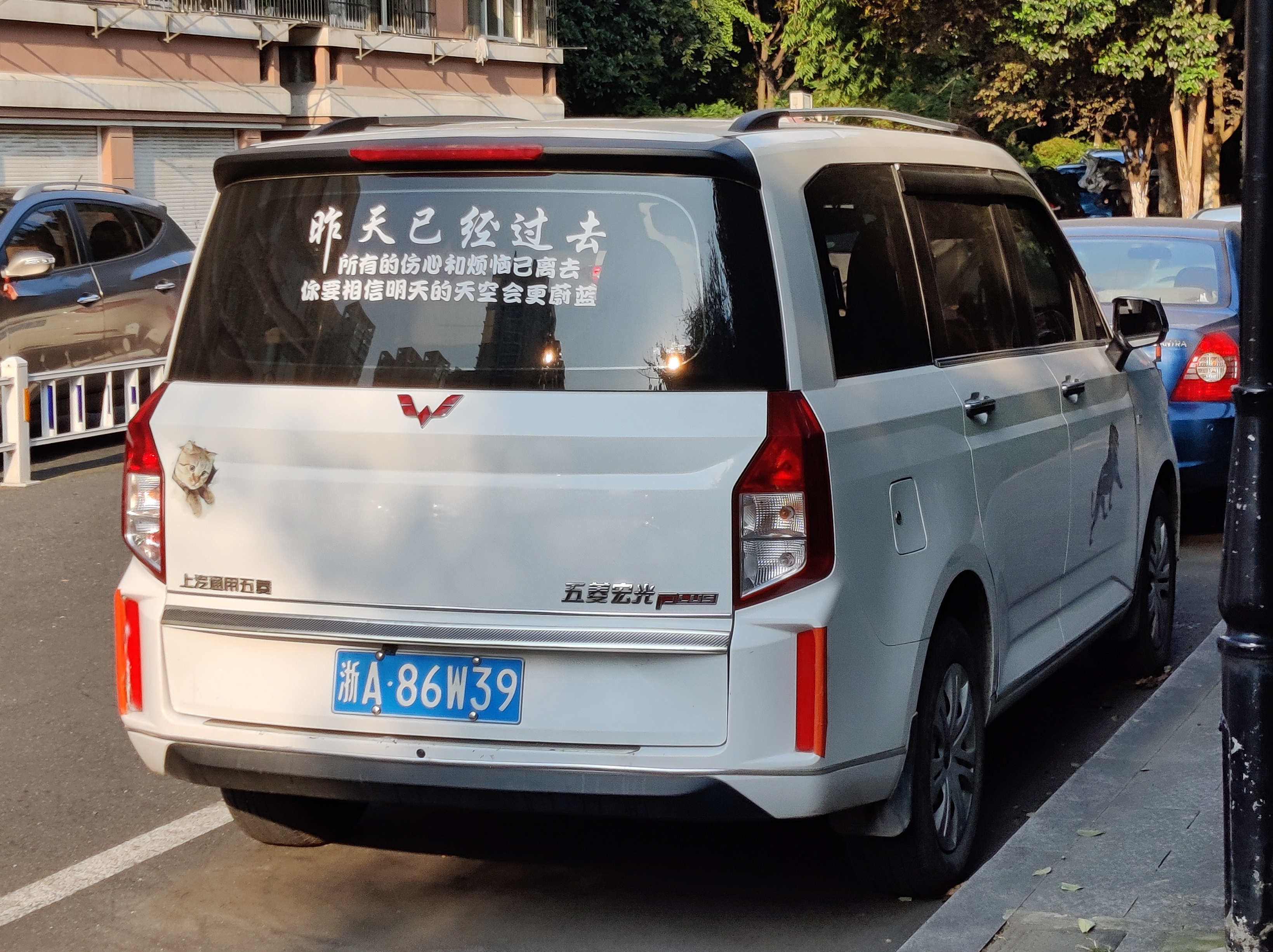
Wuling Hongguang Plus vue arrière

### Wuling Hongguang Mini EV
Le Wuling Hongguang Mini EV est un véhicule électrique à trois portes et quatre places. Il est devenu le second véhicule électrique le plus vendu au monde en 2021.

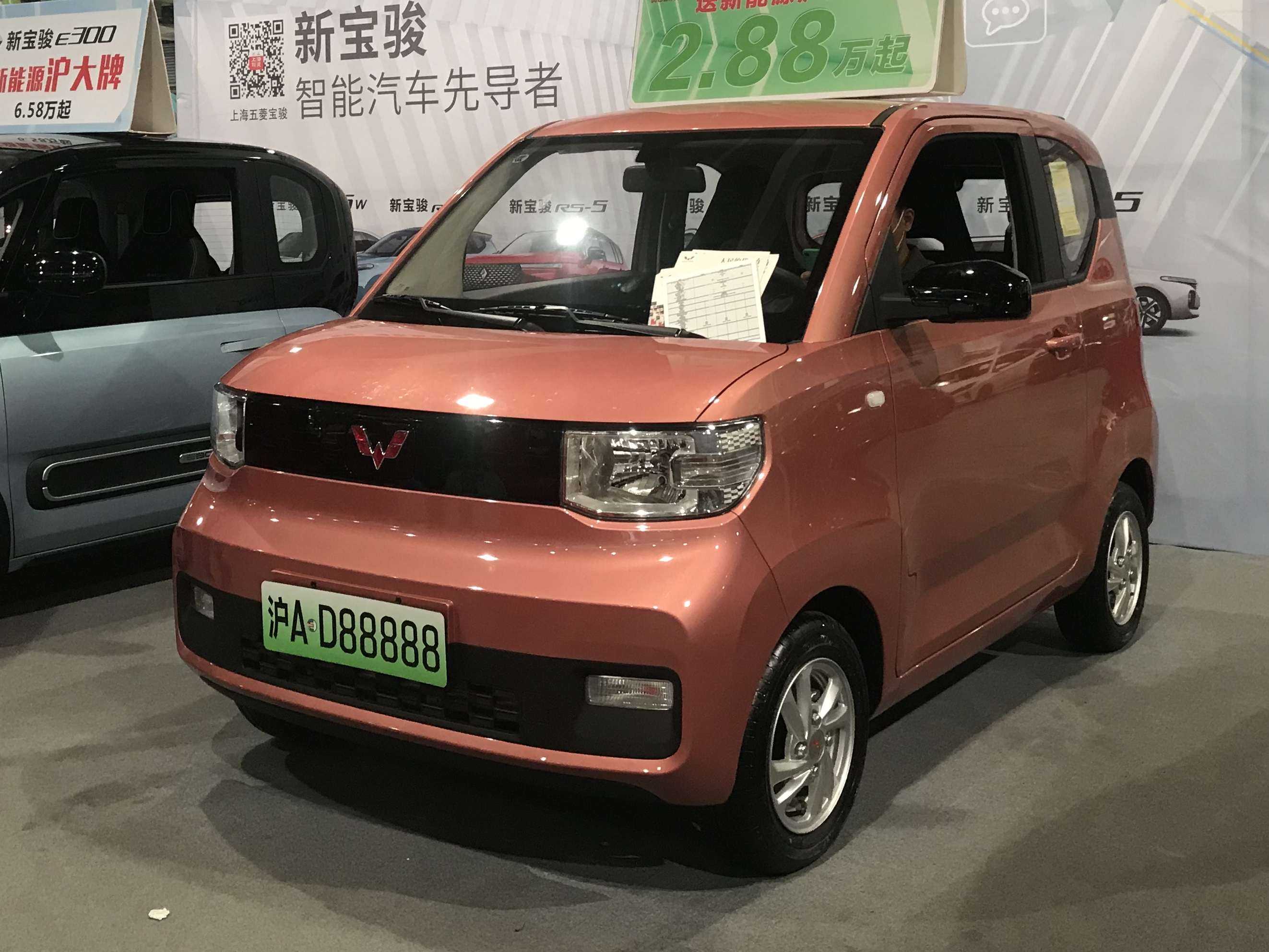
Wuling Hongguang Mini EV vue avant
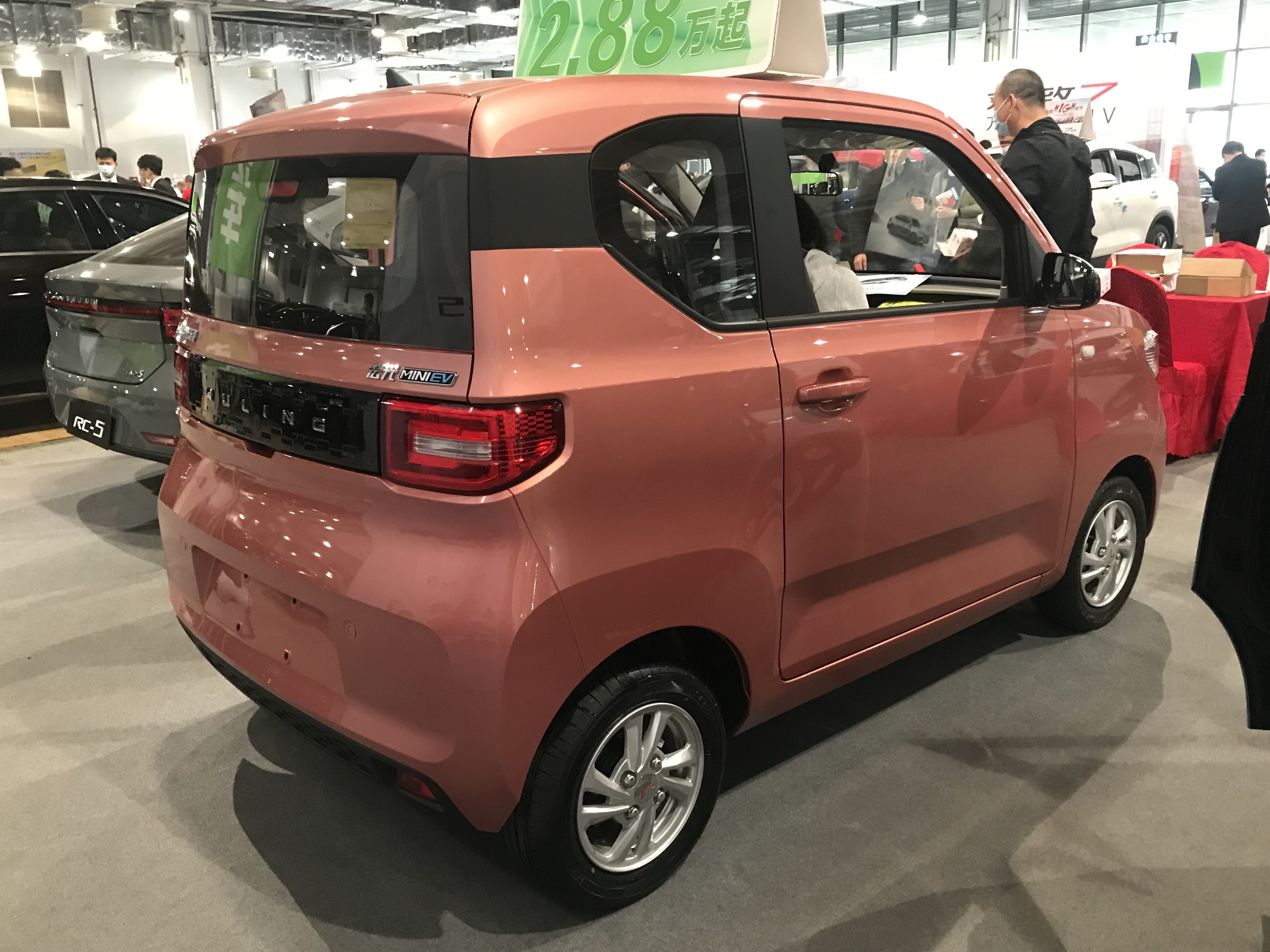
Wuling Hongguang Mini EV vue arrière

## Dans la culture populaire
Le Wuling Hongguang S a été ajouté à Forza Horizon 5 dans le cadre de la mise à jour Series 4 en février 2022, il est nommé "Wuling Sunshine S" dans le jeu, bien que le nom soit en réalité utilisé pour un autre véhicule.